# 木戸村 (岐阜県)
木戸村（きどむら）は、かつて岐阜県安八郡にあった村である。
現在の大垣市木戸町などに該当する。

## 歴史
- 1875年（明治7年） -
  - 木戸村の一部を西崎村、切石村に編入する。
  - 室村の一部を編入する。
- 1889年（明治22年）7月1日 - 町村制により、木戸村発足。
- 1897年（明治30年）4月1日 - 笠縫村、笠木村、河間村、池尻村、南一色村、興福地村と合併し、北杭瀬村となる。同日木戸村廃止。